# Choristodera
A Choristodera a félig vízi életmódhoz alkalmazkodott diapsida hüllők egyik rendje, amely a középső jura vagy a késő triász és a kora miocén kor között létezett. A choristoderák maradványait Észak-Amerika, Ázsia és Európa területén egyaránt megtalálták. Fosszíliáik nagyon gyakoriak, és általában a késő kréta és a kora eocén kor közötti rétegekben bukkannak fel. A kladisztikai elemzés alapján a Choristodera rend a bazális diapsidák és a bazális archosauromorphák között helyezkedik el, de a filogenetikai helyzete még bizonytalan. Felmerült, hogy a bazális lepidosauromorphák képviselői, a legújabb kutatások szerint azonban az archosauromorphák közé tartoznak.

## Anatómia és törzsfejlődés

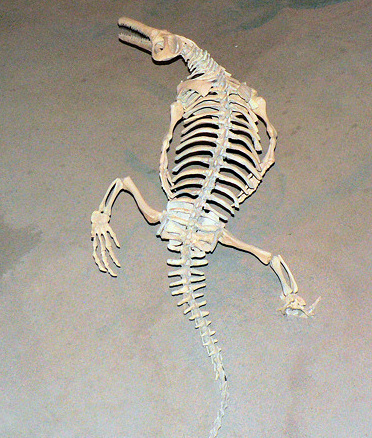
A Champsosaurus fosszíliája a Royal Tyrrell Museumban

A Champsosauridae a legismertebb Choristodera család, és a csoport jellegzetes tagja. A Champsosaurus volt az elsőként ismertté vált nemük, melyről Edward Drinker Cope készített leírást 1876-ban, egy Montana államban talált késő kréta kori lelet alapján. A Champsosaurus külleme a modern gaviálokéra vagy ál-gaviálokéra hasonlít. A koponyájához hosszú, keskeny pofarész tartozik, melyben kis méretű, hegyes, kúpos fogak helyezkednek el. A champsosauridák és a gaviálok ugyanazt az ökológiai fülkét foglalták el; kisebb víziállatokra vadásztak a folyók és mocsarak területén. A konvergens evolúció klasszikus példáinak tekinthetők. A jóval kezdetlegesebb choristoderák rövidebb, szélesebb pofával rendelkeztek.
Nagy eltérés tapasztalható a gaviálok és más krokodilok között, főként a koponya tekintetében. A szemnyílások elöl találhatók, a hátsó rész pedig gumós, nagy mértékben kiterjedt és összetett csontboltívekből áll, melyek üres helyeket vesznek körül. Ezek a helyek talán tapadási pontként szolgáltak az erős állkapocsizmok számára. Egy másik, kevésbé támogatott feltételezés szerint optikai érzékszervek voltak bennük. A orrnyílások az orr-rész (rostrum) hegyénél találhatók, ami arra utal, hogy a champsosauridák a víz alól lélegeztek, a tavak vagy folyók medrében fekve, az orrnyílásaikat a víz felszíne fölé dugva. A krokodilok és phytosaurusok orrnyílásai a rostrum illetve a koponya felső részén találhatók, ami lehetővé teszi, hogy a víz alatt pihenjenek.
A champsosauridák koponyája meglehetősen hasonlít a gyíkokéra, habár nagy mértékben módosult. Emiatt egyes kutatók a champsosauridákat lepidosauromorpháknak tekintik. A champsosauridáknál azonban hiányzik a lepidosaurusok összetett négyszögcsontja (os quadratum). A két diapsidacsoport hasonló jellemzői miatt a Choristodera filogenetikai helyzete rendkívül bizonytalan.
A choristoderák egyéb jellemzői között találhatók a nagy mértékben elcsontosodott hasi bordák (gastralia), valamint a lábak elváltozása, ami lehetővé tette, hogy a mellső és a hátsó lábakat egyaránt úszólábként használják. Emellett a champsosauridák bordái rövidek és súlyosak, ahogyan az más vízi hüllők esetében is megfigyelhető.
A mellkas alul és felül, a farok pedig oldalirányban lapított, ami elősegíti az úszást. A champsosauridák fosszilizálódott bőrlenyomatain látható, hogy a pikkelyek kis méretűek voltak, és nem fedték egymást, illetve, hogy a testtakaró nem tartalmazott lemezeket (scutumokat) (ami a krokodiloknál megtalálható).

### Osztályozás
Az alábbi kladogram a Mikko's Phylogeny Archive alapján készült, a rangok a The Paleobiology Database-ből származnak:
```
--
Choristodera
 rend
  |--?
Irenosaurus
 nem
  |--?
Khurendukhosaurus
 nem
  |--?
Lazarussuchus
 nem
  `--+--
Cteniogenys
 nem / 
Cteniogenidae
 család
     `--+--
Pachystropheus
 nem
        `--+--
Hyphalosauridae
 család
           |  |--
Hyphalosaurus
 nem (beleértve a 
Sinohydrosaurust
 is)
           |  `--
Shokawa
 nem
           |--
Monjurosuchidae
 család
           |  |--
Monjurosuchus
 nem
           |  `--
Philydrosaurus
 nem
           `--
Neochoristodera
 alrend
              |--
Champsosauridae
 család
              |  |--
Champsosaurus
 nem
              |  `--
Eotomistoma
 nem
              `--
Simoedosauridae
 család
                 |--genus 
Liaoxisaurus
[
4
]

                 |--
Tchoiria
 nem
                 `--+--
Ikechosaurus
 nem
                    `--
Simoedosaurus
 nem
```

## Fosszilis rekord

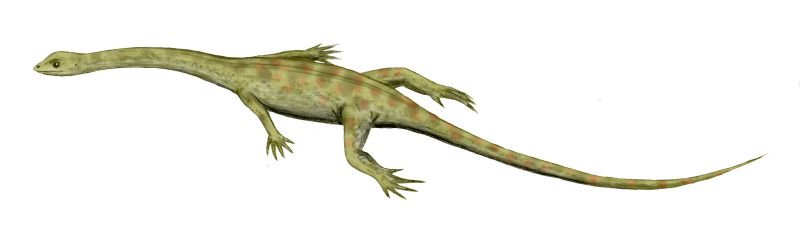
A Hyphalosaurus rekonstrukciója

A Choristoderát sokáig morfológiailag konzervatív csoportnak tartották, de az újabb filogenetikai elemzések és az új taxonok leírásai forradalmasították a csoport értelmezését. A rend két monofiletikus csoportot és három bazális taxont foglal magába. A kezdetleges choristoderákat kis méretű test jellemzi, nagy, felül elhelyezkedő szemüreggel és zárt alsó temporális nyílással.
A Lazarussuchus a legbazálisabb choristodera. Egy 11 millió éves fejlődési vonal kezdetén áll, ami az utolsó champosauridáknál végződik. A kladisztikai elemzés szerint a Lazarussuchus kezdetlegesebb, mint a Pachystropheus, amely egy feltételezett triász időszaki choristodera. Ha ez az elemzés helyes, akkor a  Lazarussuchus egy olyan fejlődési vonalhoz tartozik, ami a kréta időszaktól az oligocénig vezet. Ez a taxon Franciaországból és Csehországból ismert. Egyik faja, az L. dvoraki a kora miocén idejéig fennmaradt Csehországban.
A Cteniogenys, egy másik bazális choristodera, a Monjurosuchushoz hasonlóan kis méretű, gyíkszerű állat volt, amely vízi életmódra utaló úszóhártyás lábakkal rendelkezett. Az előbbi maradványait Észak-Amerikában és Európában, az utóbbiét pedig Kínában találták meg.
A két kistestű choistodera, a Shokawa és a Hyphalosaurus a Choristodera renden belül egy névtelen kládot alkot (amire néha „Hyphalosauridae” néven hivatkoznak). Meghosszabbodott nyakuk és farkuk fejlett, egyedi jellegzetesség. Hasonlítottak a kis méretű plesiosaurusokra és nothosaurusokra. A Shokawa Japánban került elő, a Hyphalosaurus pedig Kínában.
A Neochoristodera nevű kládba tartozik a Champsosaurus, a Tchoiria, a Simoedosaurus, az Ikechosaurus és feltehetően a Pachystropheus is. E nagy testű hüllőcsoportot meghosszabbodott pofarész és aránylag kis szemnyílás jellemzi, azonban a Choristodera korai értelmezésével ellentétben fejlettek voltak.
A neochoristodera taxonok, a Champsosauridae és a Simoedosauridae a késő krétától a középső eocénig terjedő időszakból származó rétegekből kerültek elő, ami azt jelzi, hogy a csoport túlélte a kréta–tercier kihalási eseményt. A Champsosaurus fogai, csigolyái és más csontjai gyakran kerülnek elő az albertai Dinosaur Park Formáció és a wyomingi Lance Formáció üledékeiből. A champsosauridák fosszíliáinak jelenléte az olyan északi területeken, mint az Alaszkai Északi Lejtő azt jelzi, hogy a kréta időszak során az éghajlat melegebb volt, mint napjainkban. A paleocén idején élt Champsosaurus gigas a legnagyobb ismert champsosaurida. Legteljesebb csontvázát a Wannagan Creek lelőhelyen találták meg, Észak-Dakota államban, de a maradványai Dél-Dakota, Wyoming és Montana területén is felbukkantak. A C. gigas eltér a paleocén hüllőktől, ugyanis jóval nagyobb mezozoikumi őseinél; a hossza 3 méter, míg a legnagyobb kréta időszakban élt champsosauridák mindössze 1,5 méteresre nőttek meg.
A Simoedosaurus Európából és Észak-Amerikából, a Tchoria Mongóliából, a Ikechosaurus pedig Kínából származik. A Champsosaurus Észak-Amerikából ismert, ahol egyedi, óraüveg formájú csigolyateste fontos biosztratigráfiai jelnek számít.
A Pachystropheus rhaeticus lehet hogy a neochoristoderák közé tartozott. Ha ez igaz, akkor a choristoderákra vonatkozóan a fosszilis rekord és a fejlődési vonal kibővül 45 millió évvel a középső jura korig. A Pachystropheus maradványai között azonban nem találtak koponyákat, a posztkraniális adaptációik pedig feltehetően a konvergens evolúciónak tudhatók be, ami a hasonló vízi életmód következménye. A bizonytalan choristoderák, édesvízi állatok voltak, míg a Pachystropheus az európai tengeri transzgressziós (tenger által elöntött) területeken élt. A Pachystropheus lehet hogy choristodera volt, de az is lehet, hogy a nagy testű, hosszú nyakú tengeri hüllők, a thallatosaurusok csoportjába tartozott. A Pachystropheus pontos helyének meghatározásához több teljes testfosszília szükséges.
A choristoderák kihalása több tényező következménye lehetett: az oligocén idején lecsökkenő hőmérséklet, a krokodilokkal való versengés erősödése, az élőhelyek elvesztése vagy ezek kombinációja.
2006-ban az angol Royal Society egy kétfejű choristodera felfedezéséről számolt be, amihez hasonló fosszíliát korábban nem találtak. Az ilyen példányok megtalálására igen kevés az esély, mivel napjainkban is ritkán fordul elő, hogy egy hüllő két fejjel születik.

## Fordítás
- Ez a szócikk részben vagy egészben  a   Choristodera című angol Wikipédia-szócikk ezen változatának fordításán alapul.  Az eredeti cikk szerkesztőit annak laptörténete sorolja fel. Ez a jelzés csupán a megfogalmazás eredetét és a szerzői jogokat jelzi, nem szolgál a cikkben szereplő információk forrásmegjelöléseként.